# 陳梧
陳梧（1518年—？），字思植，福建漳州府漳浦縣人，民籍，明朝政治人物。

## 生平
嘉靖十六年（1537年）丁酉科福建鄉試第六十二名舉人。嘉靖二十年（1541年）中式辛丑科會試第二百二十七名，登第二甲第八十九名進士。曾任工部都水司主事，榷税荆州。

## 家族
曾祖陳璝，教授；祖父陳希誠；父陳則武，母程氏。具庆下。弟陈柱。